# Edith Humphrey
Edith Ellen Humphrey (11 de setembro de 1875 – 25 de fevereiro de 1978) foi uma química inorgânica britânica, que realizou trabalho pioneiro em química de coordenação na Universidade de Zurique trabalhando com Alfred Werner. É considerada a primeira mulher britânica a obter um doutorado em química.

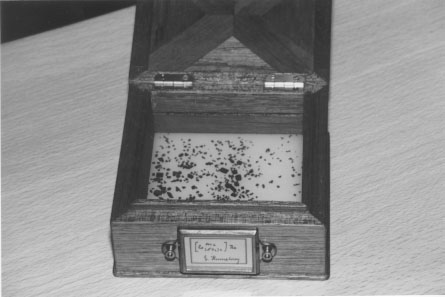
Amostra de cristais preparada por Edith Humphrey por volta de 1900

Por ocasião do 150º aniversário da Royal Society of Chemistry (RSC), em 8 de abril de 1991, uma amostra dos cristais originais sintetizados por Humphrey para seu doutorado foi enviada a eles pelo Comitê Suíço de Química, junto com um moderno espectro de CD de uma solução de um cristal. Esta caixa de cristais permanece em exibição na sala de exposições da RSC.
Em 1904 Humphrey foi uma das dezenove químicas que fizeram uma petição à Chemical Society para a admissão de mulheres à mesma. Isso foi finalmente concedido em 1919, e Humphrey foi posteriormente eleita como fellow.
Uma entrevista com Humphrey sobre suas experiências em Zurique foi publicada no New Scientist em seu 100º aniversário, 11 de setembro de 1975.